# Prodasineura laidlawii
Prodasineura laidlawii – gatunek ważki z rodziny pióronogowatych (Platycnemididae). Występuje w Azji Południowo-Wschodniej – stwierdzony na Półwyspie Malajskim, w Tajlandii i południowym Wietnamie; być może występuje też w Kambodży i południowej Mjanmie.